# Fredda (Sängerin)

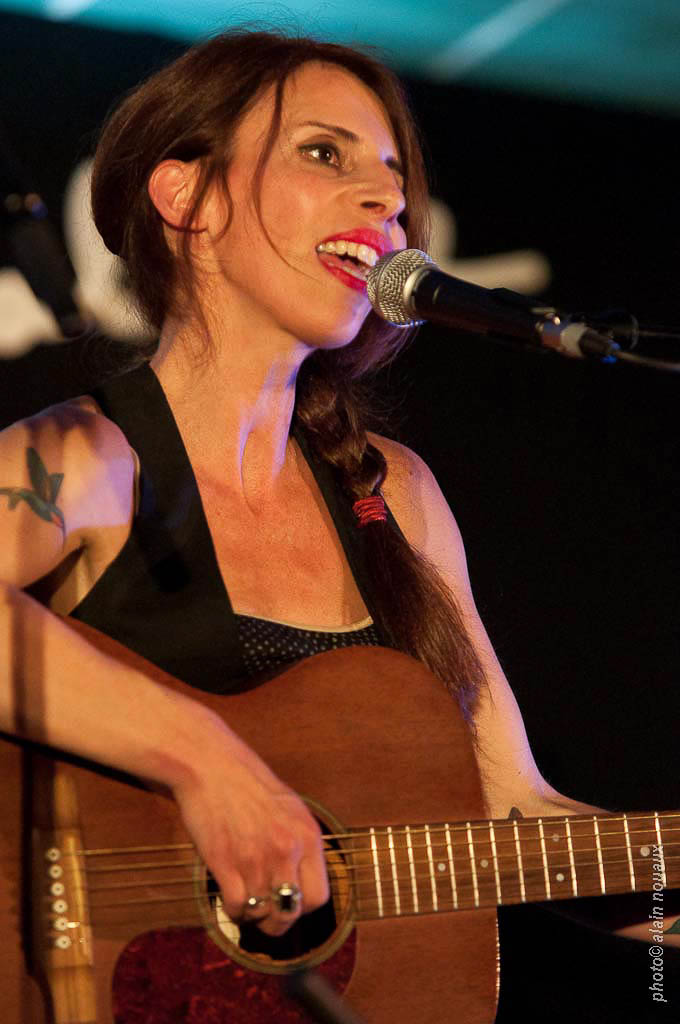
Fredda

Fredda (* 20. Oktober 1969 in Saint-Dié-des-Vosges, Frankreich; eigentlich Frédérique Dastrevigne) ist eine französische Singer-Songwriterin.
Sie hat bisher sieben Alben veröffentlicht.

## Diskografie
Alben
- Toutes mes aventures (2007)
- Marshmallow Paradise (2009)
- L’Ancolie (2012)
- Le chant des murmures (2014)
- Land (2017)
- Phosphène (2023)